# Ergersheim (Francia)
Ergersheim es una localidad y comuna francesa situada en el departamento de Bajo Rin, en la región de Alsacia. Tiene una población de 937 habitantes (según censo de 1999) y una densidad de 144 h/km².